# Wassili Iwanowitsch Petrow

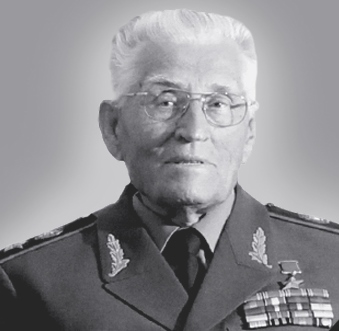
Wassili Petrow (2011)

Wassili Iwanowitsch Petrow (russisch Василий Иванович Петров; wissenschaftliche Transliteration Vasilij Ivanovič Petrov, * 2. Januarjul. / 15. Januar 1917greg. im Dorf Tschornolesskoje im Gouvernement Stawropol; † 1. Februar 2014 in Moskau) war ein Marschall der Sowjetunion.

## Leben
Petrow verlor früh seinen Vater, Iwan Wassiljewitsch Petrow. Er wurde von seiner Mutter, Praskowja Makarowna Petrowa, erzogen und war oft mit seinem Großvater, einem Ofensetzer, zusammen, der ihn häufig mit zu seiner Arbeit nahm und Petrows Interesse an handwerklicher Tätigkeit weckte. 1935 beendete er die zehnklassige Schule. Da sein Interesse nun pädagogischer Arbeit galt, begann er eine Lehrerausbildung am Pädagogischen Technikum. Nach Beendigung der Ausbildung lehrte er zwei Jahre an der Einrichtung und wollte dann ein Studium an einem pädagogischen Institut beginnen.

### Zweiter Weltkrieg
Zum Studium kam es nicht, denn Petrow wurde wie viele andere Lehrer und Kommilitonen 1939 zur Armee eingezogen. Er begann seinen Dienst als Soldat der Kavallerie. Es folgte ein Studium an der Regimentsschule und nach deren Abschluss wurde er als Gruppenkommandeur eingesetzt. Er entwickelte in kurzer Zeit Führungsqualitäten, die mit der damals selten vergebenen Auszeichnung „Bester der Roten Armee“ anerkannt wurden. 1941, mit Beginn des Großen Vaterländischen Krieges, beendete er kurzfristig anberaumte Kurse der Ausbildung zum Unterleutnant und wurde anschließend sofort an der Front eingesetzt. In Kämpfen um Odessa wurde er verwundet und in ein Militärhospital nach Sotschi evakuiert. Nach seiner Genesung setzte man ihn als Zugführer innerhalb des 193. Kavallerieregimentes ein, das zur 72. Kubaner Kosaken-Kavallieriedivision gehörte. Diese Einheit wurde auf der Halbinsel Kertsch bei der Schlacht um den Kaukasus an der Nordkaukasischen Front eingesetzt und ging in die 40. Mechanisierte Infanteriebrigade ein, in der Petrow zuerst als Stellvertreter des Eskadronskommandeurs eingesetzt wurde, dann als Stabschef des mechanisierten Infanteriebataillons und später als Kommandeur eines Maschinengewehrbataillons bzw. Stellvertreter des Brigadestabschefs für operative Arbeit. Hauptmann Petrows ausgezeichnete militärische Leistungen in diesen Kämpfen fanden 1942 mit der Verleihung des Ordens des Roten Sterns Anerkennung und im Februar 1943, bei der russischen Gegenoffensive, übernahm er die Rolle des Bataillonskommandeurs. Im Mai 1943 wurde Petrow Chef der operativen Abteilung der 38. Schützendivision und nahm an der Befreiung Kiews teil. Im April 1944 wurden Truppen in das Hinterland der Front geschickt, um deutsch-rumänische Verbände zu binden. Da die Verbindung zu ihnen abbrach, wurde Major Petrow befohlen, die Lage zu sondieren. Er erkannte deren Aussichtslosigkeit und zog das Bataillon ab. Für diese militärische Leistung wurde er mit dem Orden des Vaterländischen Krieges ausgezeichnet. Im selben Jahr trat Petrow in die KPdSU ein.
Ab Januar 1945 studierte er in Schnellkursen auf der Militärakademie M. W. Frunse und setzte nach dem Sieg der Roten Armee ab Mai 1945 sein Studium in einem dreijährigen Hauptstudiengang fort.

### Nachkriegszeit
Petrow wurde im Fernöstlichen Militärbezirk eingesetzt und war in den Jahren von 1948 bis 1953 Stellvertreter des Chefs der operativen Abteilung des Stabes der 1. Armee. Von Juni 1953 bis Dezember 1955 war er Kommandeur des 50. Schützenregimentes, von Dezember 1955 bis Januar 1957 Stabschef der 39. Schützendivision und von Januar 1957 bis Juli 1961 Kommandeur der 129. Mechanisierten Schützendivision. 1961 beförderte man ihn zum Generalmajor. Von Juli 1961 bis Juni 1964 war er Stabschef der Armee, anschließend bis Januar 1966 Oberbefehlshaber der 5. Armee. Im Mai 1969 schloss Petrow höhere akademische Kurse an der Militärakademie des Generalstabs ab und kehrte dann in seinen Militärbezirk zurück.
Bis April 1972 war er Stabschef und 1. Stellvertreter des Oberbefehlshabers und bis Mai 1976 Oberbefehlshaber des Fernöstlichen Militärbezirks.
Im Mai 1976 begann eine neue Etappe in Petrows Dienstzeit. Er wurde nach Moskau befohlen, um die Rolle des 1. Stellvertreters des Oberkommandierenden der Landstreitkräfte zu übernehmen. Doch nach zwei Jahren musste er wieder in den Osten der Sowjetunion, wo man ihm die Pflichten des Oberkommandierenden der Fernöstlichen Streitkräfte übertrug. Im Dezember 1980 kehrte Petrow nach Moskau zurück. Er erfüllte jetzt die Aufgaben des Oberbefehlshabers der Landstreitkräfte der UdSSR – Stellvertreters des Verteidigungsministers der UdSSR und ab Januar 1985 des 1. Stellvertreters des Verteidigungsministers der UdSSR.
Am 16. Februar 1982 wurde ihm auf Anweisung des Präsidiums des Obersten Sowjets der Titel Held der Sowjetunion für „den großen Beitrag zur Herstellung und Erhöhung der Kampfbereitschaft der Streitkräfte, Mut und Tapferkeit bei Erfüllung von Spezialaufgaben während des Großen Vaterländischen Krieges“ verliehen. Am 23. März 1983 wurde Petrow Marschall der Sowjetunion und im Juli 1986 in die Gruppe der Generalinspekteure aufgenommen.
Petrow war von 1976 bis 1989 Mitglied des ZK der KPdSU und von 1974 bis 1989 Deputierter des Obersten Sowjets der UdSSR. Er lebte bis zu seinem Tod in Moskau.

## Auszeichnungen
- Held der Sowjetunion mit Überreichung des Leninordens und der Medaille „Goldener Stern“ (16. Februar 1982)
- Alexander-Newski-Orden (24. Februar 2012)
- Leninorden (4x: 1967, 1978, 1982, 1987)
- Orden der Oktoberrevolution (1974)
- Rotbannerorden (1944)
- Orden des Roten Sterns (2x: 1942, 1955)
- Orden des Vaterländischen Krieges 1. Klasse (2x: 1944, 1985)
- Orden des Vaterländischen Krieges 2. Klasse (1943)
- Orden „Für den Dienst an der Heimat in den Streitkräften der UdSSR“ 3. Klasse (1976)
- 13 weitere Orden der UdSSR und 16 Orden und Medaillen anderer Länder